# Philippe-Érasme de Liechtenstein
 (mars 2019).
Si vous disposez d'ouvrages ou d'articles de référence ou si vous connaissez des sites web de qualité traitant du thème abordé ici, merci de compléter l'article en donnant les références utiles à sa vérifiabilité et en les liant à la section « Notes et références ».
Philippe-Érasme de Liechtenstien, né en 1664, mort en 1704.

## Biographie
Fils de Hartmann de Liechtenstein et de Sidonie de Salm-Reifferscheid. En 1695, il épouse Christine Therese de Lœwenstein-Wertheim-Rochefort (1665-1730). Il est tué lors d'une escarmouche avec les troupes françaises à Castelnuovo en Lombardie le 9 janvier 1704.
De cette union naquirent :
- Wenceslas de Liechtenstein
- Emmanuel de Liechtenstein
- Jean de Liechtenstein († 1724)